# Holacanthus clarionensis
Holacanthus clarionensis là một loài cá biển thuộc chi Holacanthus trong họ Cá bướm gai. Loài này được mô tả lần đầu tiên vào năm 1891.

## Từ nguyên
Từ định danh của loài được đặt theo tên của đảo Clarion, một trong ba hòn đảo (hai đảo còn lại là đảo Socorro và đảo San Benedicto) ngoài khơi Tây México, nơi loài cá thần tiên này được ghi nhận là "cực kỳ nhiều" vào năm 1889.

## Phạm vi phân bố và môi trường sống
H. clarionensis có phạm vi phân bố tập trung ở Đông Thái Bình Dương. Loài này chủ yếu được tìm thấy ở xung quanh quần đảo Revillagigedo, bao gồm cả đảo Clarion. Ngoài ra, những cá thể H. clarionensis lang thang cũng nhiều lần được ghi nhận ở mũi cực nam của bán đảo Baja California (kể cả phía đông nam của vịnh California) và đảo Clipperton (thuộc Pháp).
Loài này sống gần các rạn đá ngầm ở độ sâu khoảng từ 3 đến 30 m.

## Mô tả
H. clarionensis có chiều dài cơ thể tối đa được biết đến là gần 28 cm. Cơ thể hình chữ nhật, có thân màu nâu da cam, đầu nâu sẫm, vây đuôi màu cam sẫm. Phía sau đầu có một dải màu cam tươi. Vây lưng và vây hậu môn có viền màu xanh ánh kim. Cá con có thêm các vệt sọc màu xanh lam trên đầu và hai bên thân (tiêu biến khi chúng trưởng thành). H. clarionensis có miệng nhỏ với những chiếc răng giống như lông bàn chải. Nắp mang của chúng có một hàng gai.
Số gai ở vây lưng: 14; Số tia vây ở vây lưng: 17–19; Số gai ở vây hậu môn: 3; Số tia vây ở vây hậu môn: 18–19; Số tia vây ở vây ngực: 17–18; Số gai ở vây bụng: 1; Số tia vây ở vây bụng: 5.

## Loài nguy cấp
H. clarionensis có phạm vi phân bố hạn chế, với phần lớn quần thể bị giới hạn tại một vị trí duy nhất là quần đảo Revillagigedo. Không những thế, loài này trước đây được đánh bắt bởi giới chơi cá cảnh, tuy nhiên quần đảo này hiện là một khu bảo tồn biển và việc đánh bắt các loài cá cũng bị nghiêm cấm.
Ngoài ra, ở vùng biển nhiệt đới phía đông Thái Bình Dương, tác động của hiện tượng El Niño đã dẫn đến tình trạng nước quá ấm và nghèo dinh dưỡng trong thời gian dài, gây nên sự suy giảm số lượng nghiêm trọng đối với các loài sống ở vùng nước nông, trong đó có cả H. clarionensis.
Do có phạm vi phân bố nhỏ hẹp và những thay đổi cực đoan về môi trường sống, H. clarionensis được xếp vào danh sách Loài sắp nguy cấp.

## Sinh thái
Những cá thể được cho là con lai giữa H. clarionensis và Holacanthus passer đã được quan sát tại ngoài khơi Cabo San Lucas, Baja California, México.